# Sophie Luck

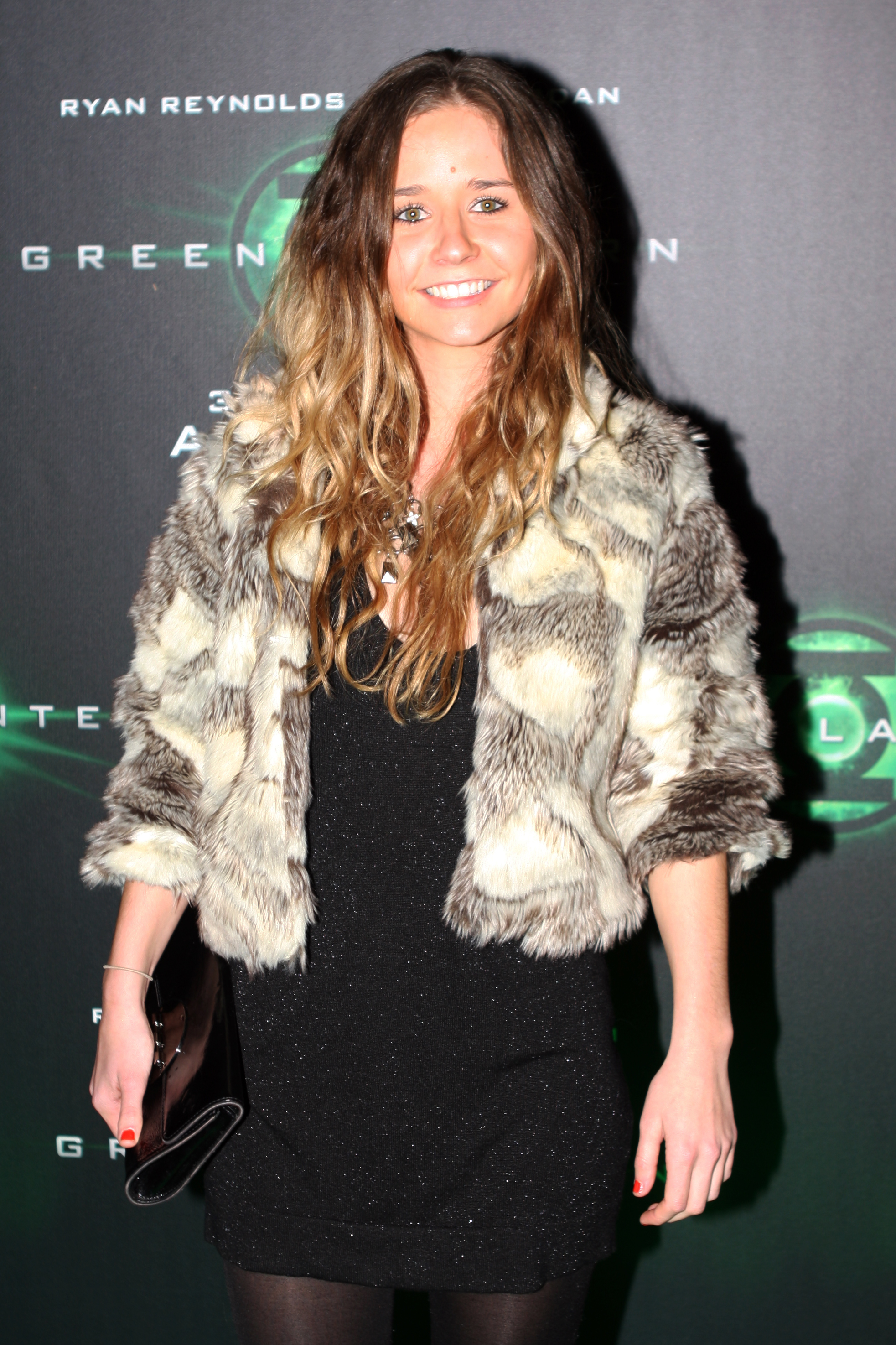
Sophie Luck (2011)

Sophie Luck (* 17. Oktober 1989 in Pymble, Sydney, New South Wales) ist eine australische Schauspielerin.

## Leben und Karriere
Sophie Luck wurde im Oktober 1989 in Pymble einem Stadtteil von Sydney geboren. Seit ihrem siebten Lebensjahr besuchte sie Schauspielschulen. Sie machte ihren Abschluss an der Crestwood High School. Bekannt wurde sie mit der Rolle der Fiona „Fly“ Watson in der australischen Jugendserie Blue Water High. In der ersten Staffel spielt sie eine von sieben Teenagern des „Solar Blue Surf Teams“ und gewann am Ende die Pro-Tour auf welche die Serien baut. In der zweiten Staffel kommt sie zurück nach Sydney um die Schule zu beenden, übernimmt den Job als zweite Leaderin und trainiert die neuen Kandidaten. In der dritten Staffel kommt sie nur in einer Folge vor um Bec, eine alte Freundin und ehemalige Mitstreiterin des „Solar Blue Teams“, zu besuchen. 2003 hatte sie fünf Monate lang eine Rolle in Home and Away als Tamara Simpson. Ebenso hatte sie Gastauftritte in Snobs, Koalas und andere Verwandte und Water Rats – Die Hafencops. 2009 war sie zudem in einer Gastrolle in der zwölften und zugleich letzten Staffelpremiere der australischen Arztserie All Saints zu sehen.

## Auszeichnungen
Sophie Luck gewann 2005 den Australian Film Institute Award als beste Nachwuchsschauspielerin. 2007 wurde sie bei den Nickelodeon Kids’ Choice Awards nominiert.